# Göteborgs kaféer

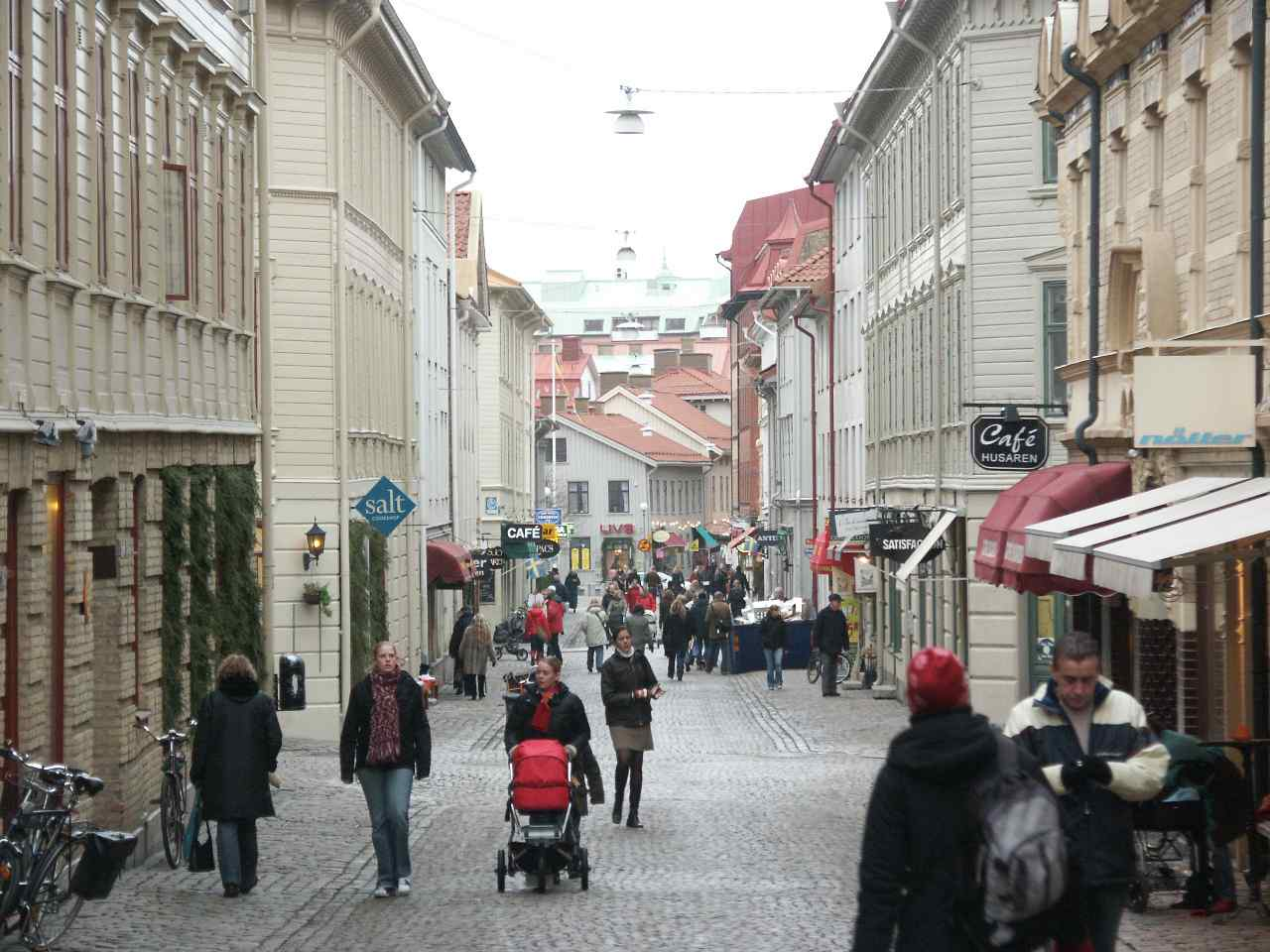
I Haga finns en mängd kaféer, bland annat Café Husaren.

Kafékulturen i Göteborg har sett olika ut genom århundradena och det första kända kaffehuset startades på 1770-talet. Länge bestod utbudet främst av så kallade arbetarkaféer, som serverade enklare husmanskost, och så fanns det konditorier. Under 1980-talet öppnade för staden en ny typ av kaféer influerade av kontinentens kaffekultur med espressomaskiner och café au lait. Detta ledde till en kaféboom under 1990-talet, med en stor tillväxt av antalet kaféer i centrala Göteborg och under 2000-talet har kaffeserveringskedjor etablerat sig.

## Historia
Göteborg fick sina första kaffehus på 1770-talet, det var det Granbergska kaffehuset och James Carnegies kaffehus. Några bemärkta kaféer från Göteborgs historia är Rubenssons konditori och Verdandi. Rubenssons konditori på Östra Larmgatan, som även kallades Javals, var ett musikkafé som samlade många av de intellektuella i Göteborg på mitten av 1800-talet. Verdandi på Husargatan var en mötesplats för radikala i början av 1900-talet, däribland Ernst Wigforss. 
Göteborgs kaféer var innan boomen på 1990-talet till stor del av två olika typer, det var arbetarkaféerna som även serverade enklare husmanskost och det var konditorierna, bagerier med kaffeservering. I staden fanns några stora, extra fina konditorier så som Bräutigams och Paley.
Kaféverksamheten hade på 1960- och 1970-talen varit på nedgång, hembagerier och konditorier drabbades av den ökade fabrikstillverkningen av bröd. När umgängesformerna ändrades i konkurrens med andra nöjen, som TV, blev det mindre vanligt att umgås på kafé.

## Renässans

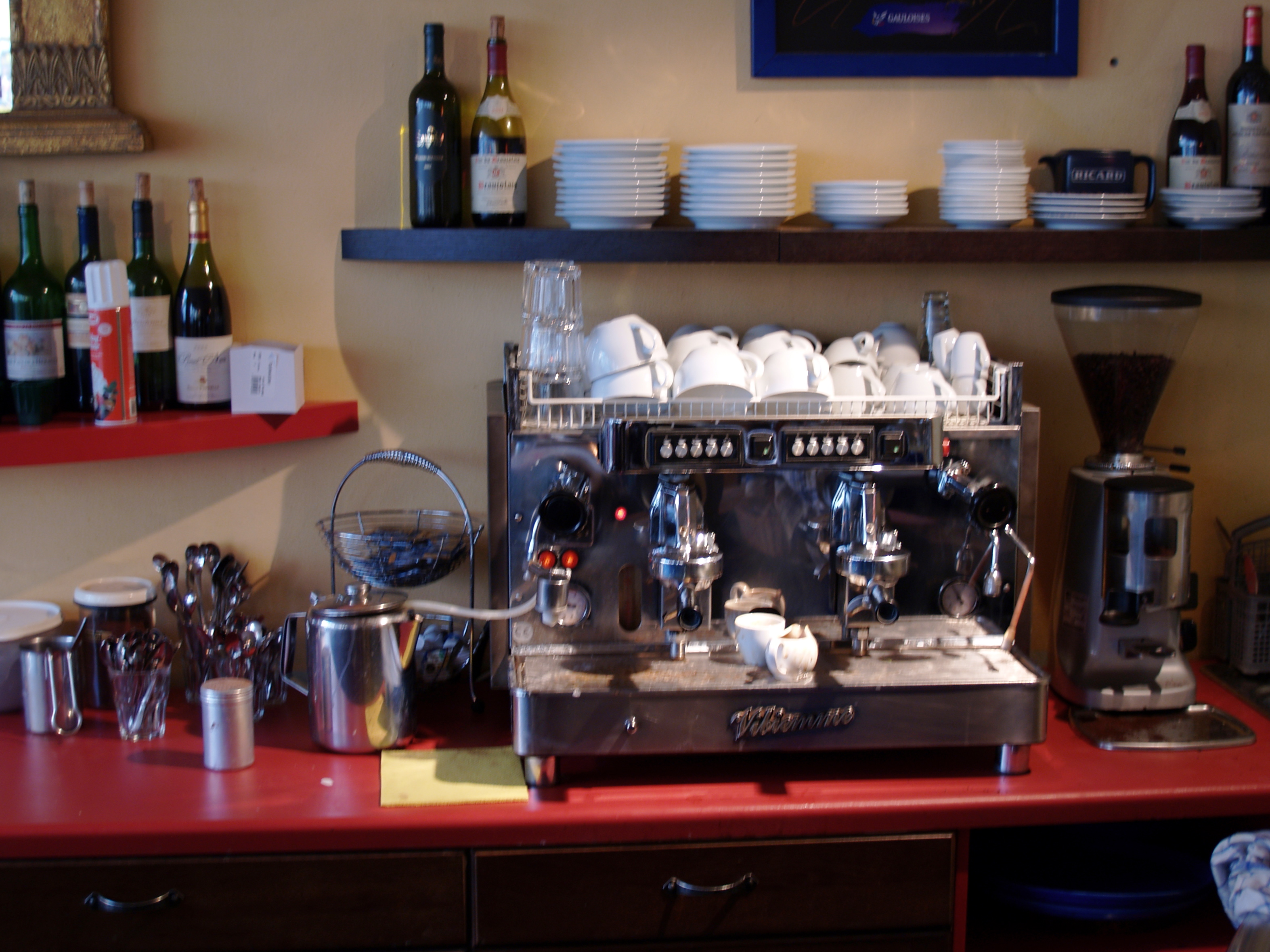
Kring 1980-talet började de första espressomaskinerna dyka upp på kaféer i Göteborg.

Influerade av kafélivet på kontinenten öppnade på 1980-talet ett antal kaféer med moderniserat utbud med espressomaskiner, café au lait och pajer. Föregångare var kaféer som Café Cappuccino på Kungsportsplatsen, och kring mitten av 1990-talet Café Java vid Vasaplatsen och Kafé Vallgatan. Målgruppen var trendmedvetna människor i 20-30-årsåldern. I den följande kaféboomen öppnades möjligheterna för liknande kaféer i många skepnader i centrala stan. Under 1990-talet fylldes Linnégatan, Haga Nygata och Vasagatan av kaféer. 
De modernare kaféerna bäddade för en kafékultur med en seriös syn på kaffe, och en viktig skillnad mot förr var att varje kopp kaffe skulle vara färskbryggt och inte stå färdigbryggt i en kanna. En tidig föregångare var Mauritz på Fredsgatan som specialiserat sig på nymalet kaffe i infusionsbryggare. Java kaffebar vid Vasaplatsen var 1993 den första att erbjuda take-away-kaffe. Senare kom italienska espressobarer i avskalad stil som Da Matteo (öppnad 1995 som Caffe espresso) i Victoriapassagen och Bar Centro på Kyrkogatan.
Många av dagens kaféer håller samma höga standard på sitt kaffe som de nya kaffebarerna men har därutöver olika inriktningar på utbud och idé.
Under 00-talet har espressomaskinen blivit ett måste på alla kaféer, förutom ett fåtal arbetarfik. Espresso har utvecklats till en del av en modern urban livsstil och affärer med samma inriktning kompletteras med en enkel kaffeservering, från en enkel espressomaskin till ett helt integrerat kafé.

## Specialitéer

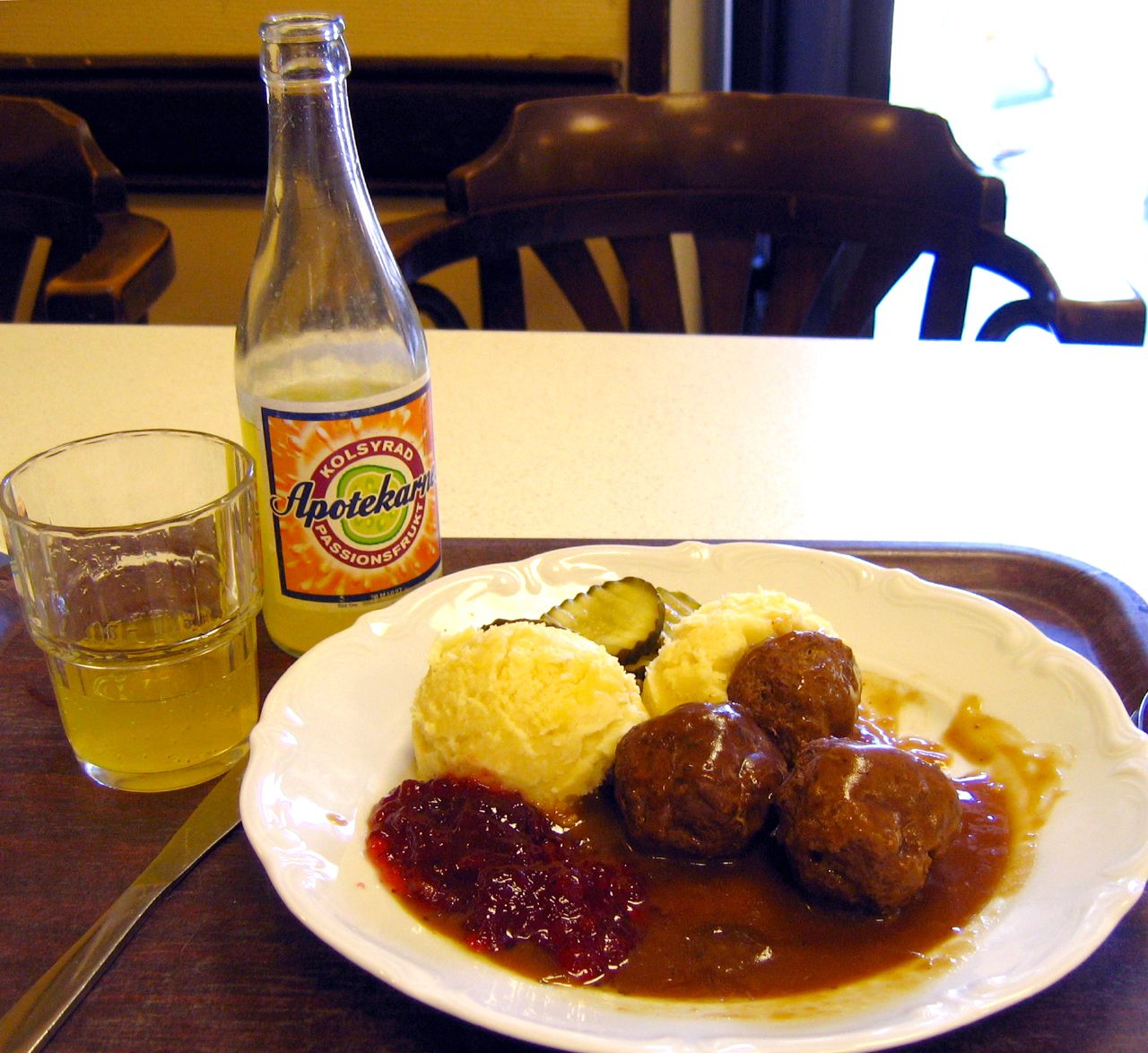
Typisk servering av köttbullar på Göteborgskafé.

Som exempel på två kända specialiteter i Göteborgs kafévärld kan nämnas de mycket stora kanelbullarna, den s.k. ”Hagabullen” som har sitt ursprung i ett café som låg i Haga och de biljardbollsstora köttbullarna som är förknippade med Café du Nord, det så kallade "Köttbullekaféet" i närheten av Stora Saluhallen.

## Lista över Göteborgs kaféer

### Några exempel
- Ahlströms konditori
- Brogyllen
- Café Kosmos
- Café Flygarns Haga i Göteborg
- Cigarren café, cigarrbar på Järntorget
- Condeco
- Da Matteo
- Espresso House
- Junggrens Café
- Kaffemoster
- Le Pain Français
- Språkcaféet
- Steinbrenner & Nyberg
- Café Husaren